# باسكال راينهارد
باسكال راينهارد (بالألمانية: Pascal Reinhardt)‏ هو لاعب كرة قدم ألماني في مركز الهجوم، ولد في 11 سبتمبر 1991 في هورب آم نيكار في ألمانيا. لعب مع بايرن ميونخ ب ونادي هامبورغ 08.

## وصلات خارجية
- باسكال راينهارد على موقع قاعدة بيانات كرة القدم.إي يو (الإنجليزية)
- باسكال راينهارد على موقع بيانات كرة القدم. دي إي (الألمانية)
- باسكال راينهارد على موقع Soccerway.com (الإنجليزية)
- باسكال راينهارد على موقع عالم كرة القدم.نت (الإنجليزية)